# Russell Boyd
Russell Boyd (ur. 21 kwietnia 1944 w Wiktorii) – australijski operator filmowy. Zdobywca Oscara.
W filmie debiutował w połowie lat 70. Międzynarodową sławę przyniosła mu współpraca z Peterem Weirem. Boyd był autorem zdjęć do Pikniku pod Wiszącą Skałą (1975), Ostatniej fali (1977), Gallipoli (1981), Roku niebezpiecznego życia (1982). W 2004 zdobył Oscara za zdjęcia do dramatu historycznego Pan i władca: Na krańcu świata. Pracował także z innymi australijskimi reżyserami (np. przy Krokodylu Dundee) oraz przy produkcjach hollywoodzkich.